# Сурсагар
«Сурсагар» («Море гимнов») — поэтический сборник, считающийся величайшим творением индийского поэта-святого Сурдаса. Состоит из песен, посвящённых Кришне и считается одним из величайших произведений кришнаитской поэзии в литературе хинди. Изначально «Сурсагар» состоял из 100 000 строф, но до наших дней дошли только около 8000 из них. Для каждого из религиозных песнопений, вошедших в «Сурсагар», Сурдас сочинил музыку, причём к каждому свой особый мотив — рагу.

## Переводы
- Сазанова Н. М. Океан поэзии Сур Даса. М.: Изд-во Московского университета, 1973. С. 173—297. (Исследование и перевод 223 гимнов).
- Кари Унксова. Поэтический перевод по подстрочнику Н. М. Сазановой, не опубликован